# Velké Hoštice
Velké Hoštice (deutsch Groß Hoschütz) ist eine Gemeinde im Okres Opava in Tschechien.
Sie hat 1743 Einwohner, die Katastralgemeinde hat eine Fläche von 1020 Hektar. Die Stadt Kravaře liegt etwa drei Kilometer von Velké Hoštice entfernt, Opava liegt fünf Kilometer entfernt.

## Geschichte
Die erste schriftliche Erwähnung ist aus dem Jahre 1220.

## Sehenswürdigkeiten
- Barockkirche Johannes des Täufers

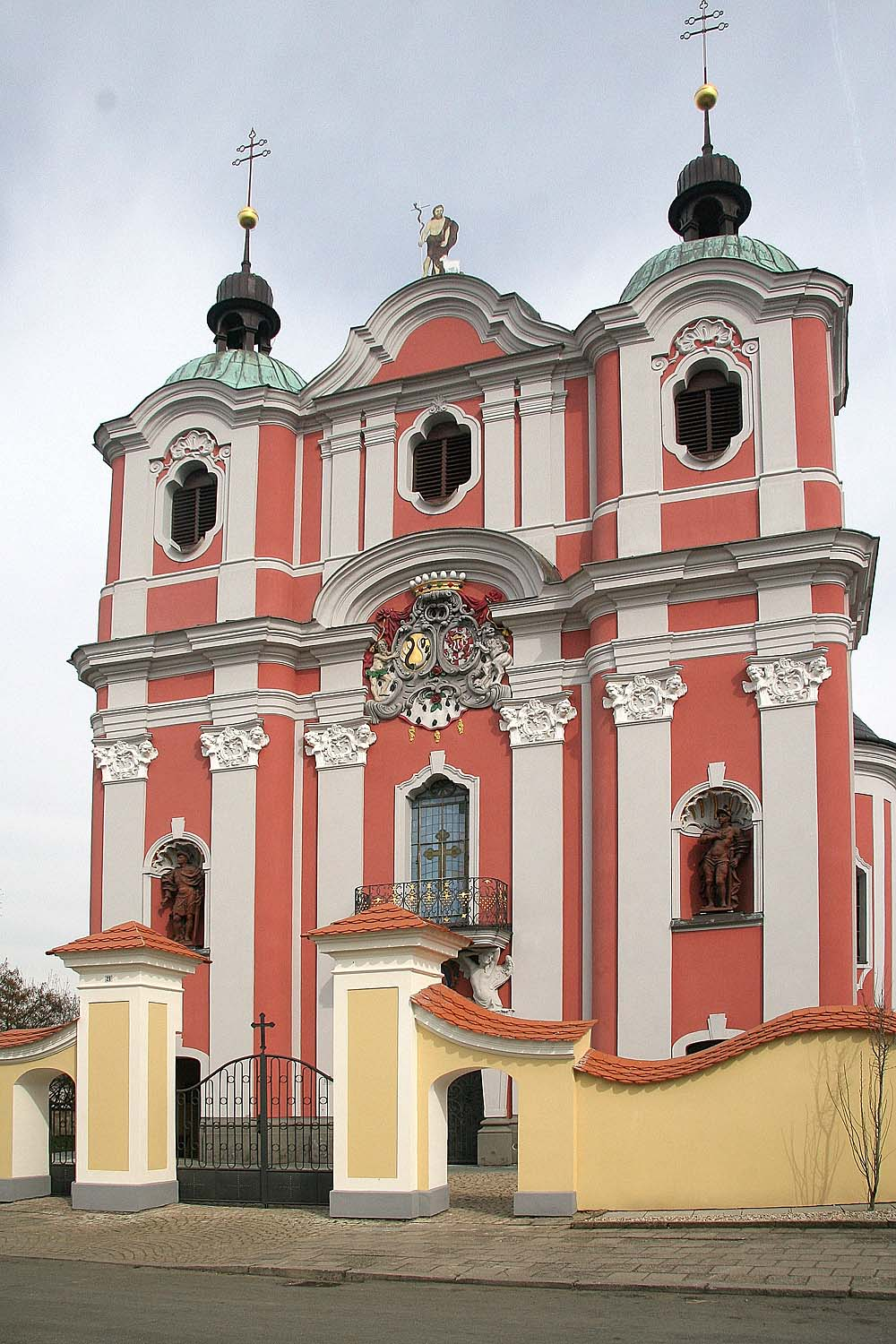
Barocke Kirche des Heiligen Johannes des Täufers

- Statue des böhmischen Landesheiligen Johann von Nepomuk
- Barockschloss des mährisch-böhmischen Chorinsky, Freiherren von Ledske

## Töchter und Söhne der Stadt
- Albert Ferenz, Maler und Restaurator
- René Nebesky-Wojkowitz, österreichischer Ethnologe und Tibetologe

## Einzelnachweise

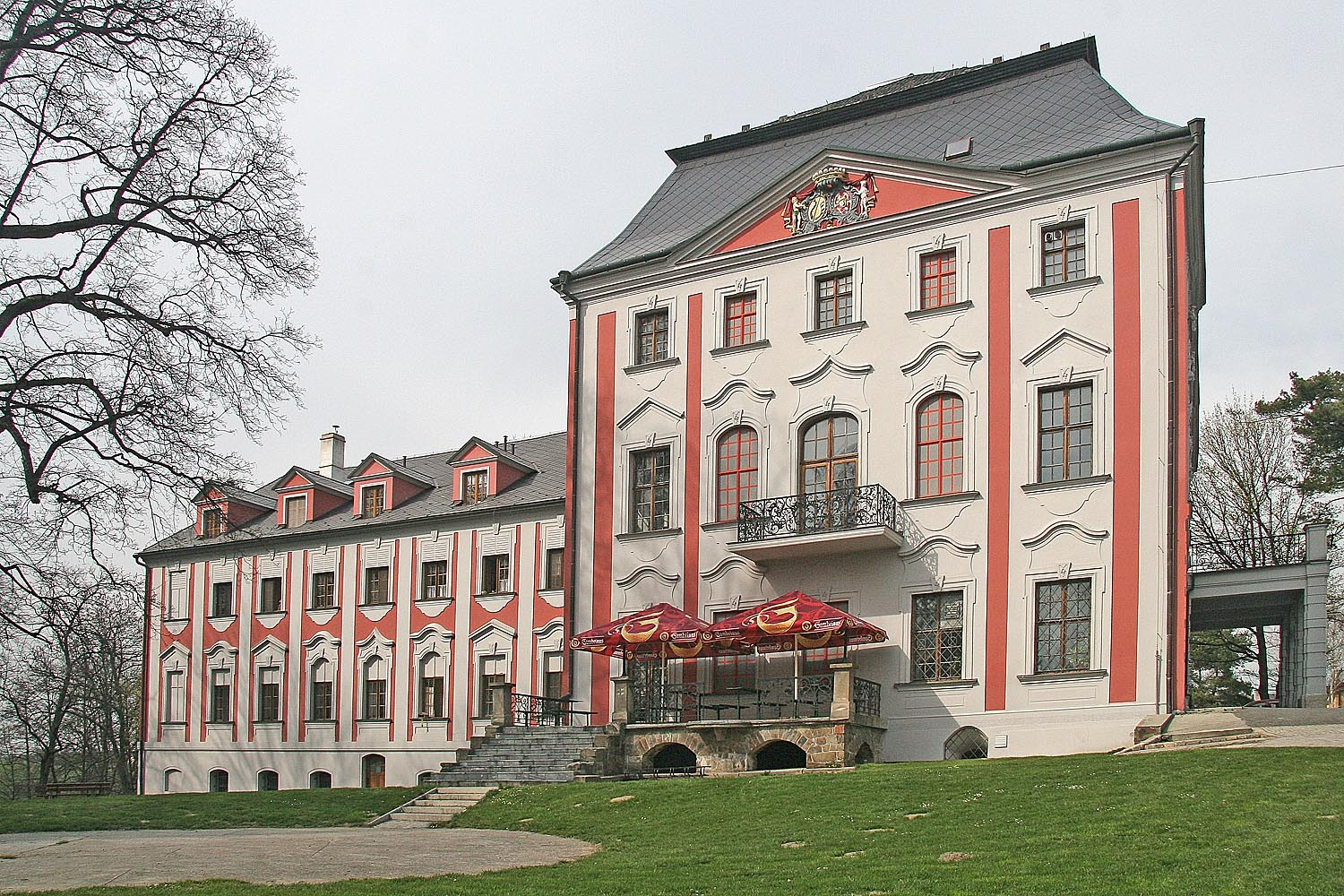
Barockschloss in Velké Hoštice